# (6827) Wombat
(6827) Wombat ist ein Asteroid des Hauptgürtels, der am 27. September 1990 von dem japanischen Amateurastronomen Takeshi Urata am Nihondaira-Observatorium (IAU-Code 385) in der Präfektur Shizuoka auf der Insel Honshū entdeckt wurde.
Der Himmelskörper gehört zur Eunomia-Familie, einer nach (15) Eunomia benannten Gruppe, zu der vermutlich fünf Prozent der Asteroiden des Hauptgürtels gehören.
Der Asteroid wurde am 28. September 1999 nach den Wombats benannt, einer Familie von in Australien lebenden Beutelsäugern (Metatheria), die als höhlengrabende Pflanzenfresser leben und deren Unterart Nördlicher Haarnasenwombat vom Aussterben bedroht ist.